# Ле-Кабан (Тарн)
Ле-Каба́н (фр. Les Cabannes, окс. Las Cabanas) — коммуна во Франции, находится в регионе Юг — Пиренеи. Департамент — Тарн. Входит в состав кантона Кармо-2 Валле-дю-Серу. Округ коммуны — Альби.
Код INSEE коммуны — 81045.

## География
Коммуна расположена приблизительно в 540 км к югу от Парижа, в 70 км северо-восточнее Тулузы, в 23 км к северо-западу от Альби.
По территории коммуны протекает река Серу.

## Климат
Климат умеренно-океанический. Зима мягкая и дождливая, лето жаркое с частыми грозами. Ветры довольно редки.

## Население
Население коммуны на 2010 год составляло 352 человека.
| 1962 | 1968 | 1975 | 1982 | 1990 | 1999 | 2010 |
| ---- | ---- | ---- | ---- | ---- | ---- | ---- |
| 288  | 308  | 275  | 280  | 292  | 320  | 352  |

## Экономика
В 2007 году среди 216 человек в трудоспособном возрасте (15—64 лет) 148 были экономически активными, 68 — неактивными (показатель активности — 68,5 %, в 1999 году было 73,3 %). Из 148 активных работали 124 человека (69 мужчин и 55 женщин), безработных было 24 (11 мужчин и 13 женщин). Среди 68 неактивных 22 человека были учениками или студентами, 20 — пенсионерами, 26 были неактивными по другим причинам.

## Достопримечательности
- Церковь Св. Антония (XV век). Исторический памятник с 1974 года.[4]
- Донжон (XVI век). Исторический памятник с 1974 года.[5]
- Мост через реку Серу[фр.] (XIV век). Исторический памятник с 2006 года.[6][7]
- Железный крест на Церковной площади (XVI век). Исторический памятник с 1975 года.[8]

## Фотогалерея

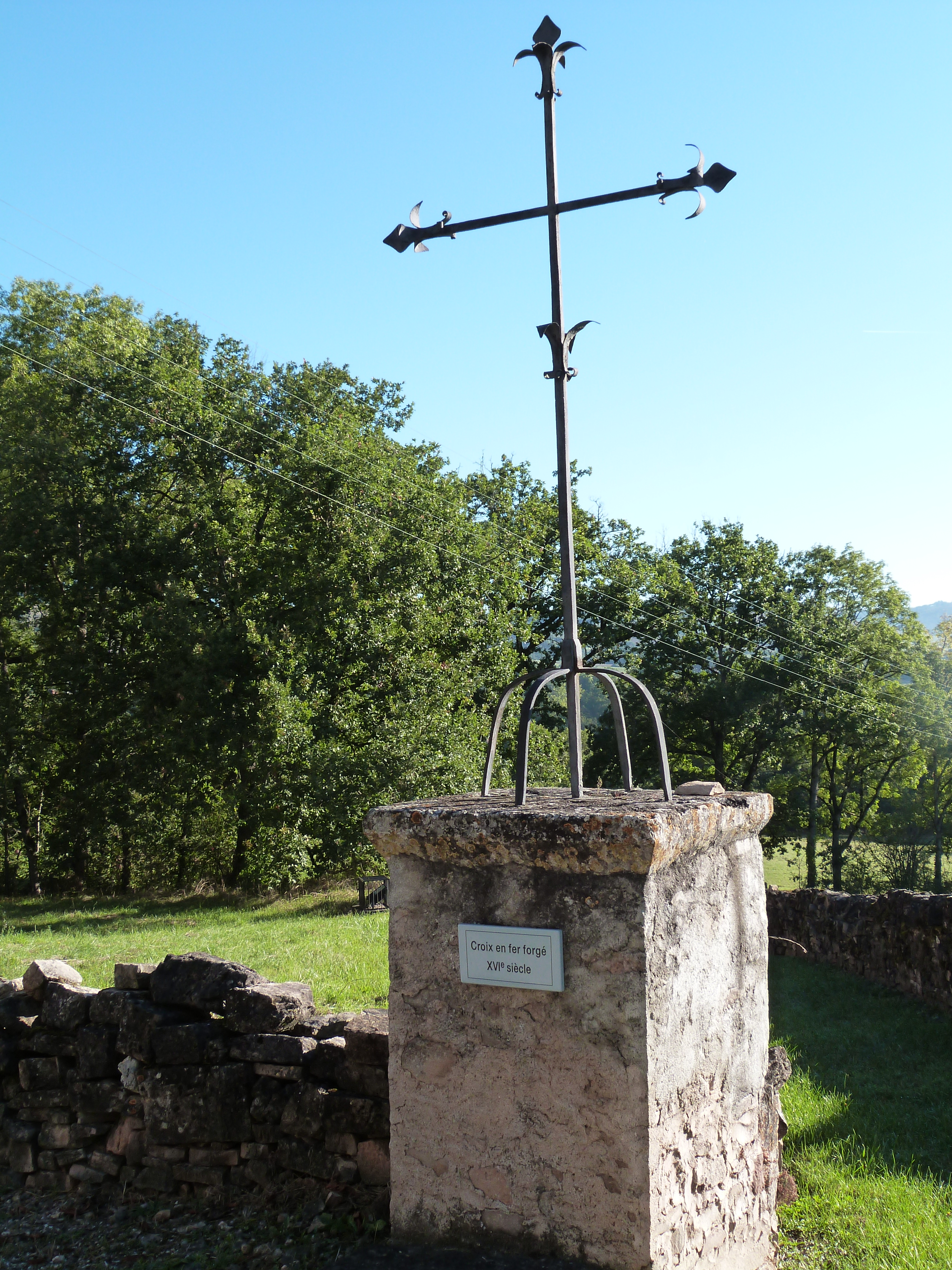
Железный крест
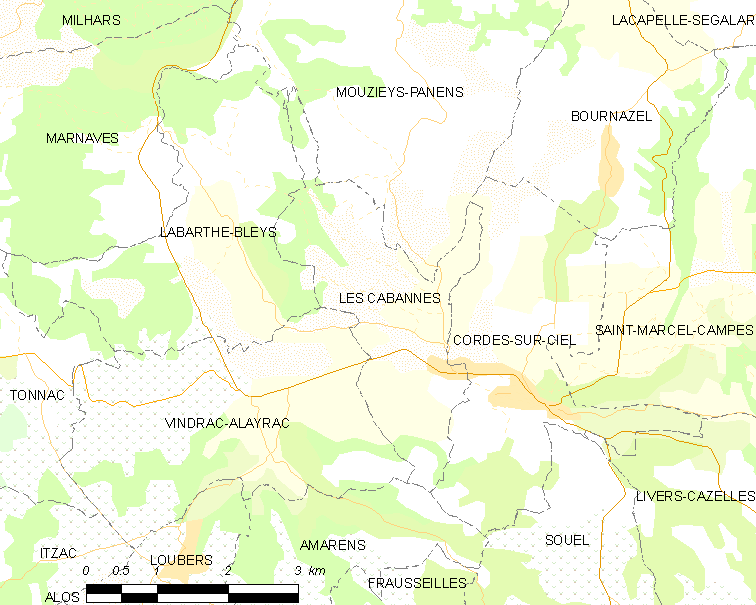
Карта коммуны